# Holasteridae
De Holasteridae zijn een familie van zee-egels (Echinoidea) uit de orde Holasteroida.

## Geslachten
- Cibaster Pomel, 1883 †
- Crassiholaster Smith & Wright, 2003 †
- Galeola Quenstedt, 1874 †
- Holaster L. Agassiz, 1835 †
- Lampadocorys Pomel, 1883 †
- Messaoudia Lambert, 1917 †
- Offaster Desor, 1858 †
- Scagliaster Munier-Chalmas, 1891 †